# アレクサンドル・ドルゴポロフ
アレクサンドル・オレクサンドロヴィチ・ドルゴポロフ（Alexandr Oleksandrovych Dolgopolov , ウクライナ語: Олександр Олександрович Долгополов, 1988年11月7日 - ）は、ウクライナ・キエフ (現:キーウ)出身の元男子プロテニス選手。これまでにATPツアーでシングルス3勝、ダブルス1勝を挙げている。
自己最高ランキングはシングルス13位、ダブルス42位。身長180cm、体重71kg。右利き、バックハンド・ストロークは両手打ち。
旧名はオレクサンドル・ドルゴポロフ・ジュニア（Oleksandr Dolgopolov Jr.）で2010年5月に現在の名前に改名した。

## 選手経歴

### ジュニア時代
アンドレイ・メドベデフのコーチだった父のオレクサンドル・ドルゴポロフの手ほどきで3歳からテニスを始める。母のエレナは体操競技の選手で欧州選手権で金メダルと銀メダルを獲得したことがある。

### 2006年 プロ転向
2006年にプロに転向。

### 2007年 グランドスラム参戦
2007年全豪オープンから4大大会の予選に挑戦を始める。

### 2010年 グランドスラム初勝利
2010年全仏オープンで本戦初出場を果たし、1回戦でアルノー・クレマンを3-6, 7-6(5), 3-6, 6-3, 6-3で、2回戦でフェルナンド・ゴンサレスを6-3, 6-4, 6-3で破り3回戦に進出した。

### 2011年 全豪ベスト8 ツアー初優勝 マスターズダブルス初優勝
2011年全豪オープンでは本戦初出場ながら快進撃を続け、3回戦で第13シードのジョー＝ウィルフリード・ツォンガを3-6, 6-3, 3-6, 6-1, 6-1で、4回戦で第4シードのロビン・セーデリングを1-6, 6-3, 6-1, 4-6, 6-2で破りベスト8に進出する。準々決勝では第5シードのアンディ・マリーに5-7, 3-6, 7-6(3), 3-6で敗れた。
2月のブラジル・オープンではツアー初の決勝に進出。ニコラス・アルマグロに3-6, 6-7(3)で敗れて準優勝となった。メキシコ・オープンでもベスト4に進出した。
3月のBNPパリバ・オープンではグザビエ・マリスと組み北京五輪金メダルのロジャー・フェデラー&スタニスラス・ワウリンカ組を、6-4, 6-7(5), [10-7]で破りツアー初のダブルスのタイトルを獲得した。
7月のクロアチア・オープンではシングルス決勝で地元のマリン・チリッチを6-4, 3-6, 6-3で破り、シングルス初優勝を果たした。

### 2012年 ツアー2勝目
2012年8月のシティ・オープンでは決勝でトミー・ハースを6–7(7), 6–4, 6–1で破りツアー2勝目を挙げた。

### 2014年 マスターズベスト4

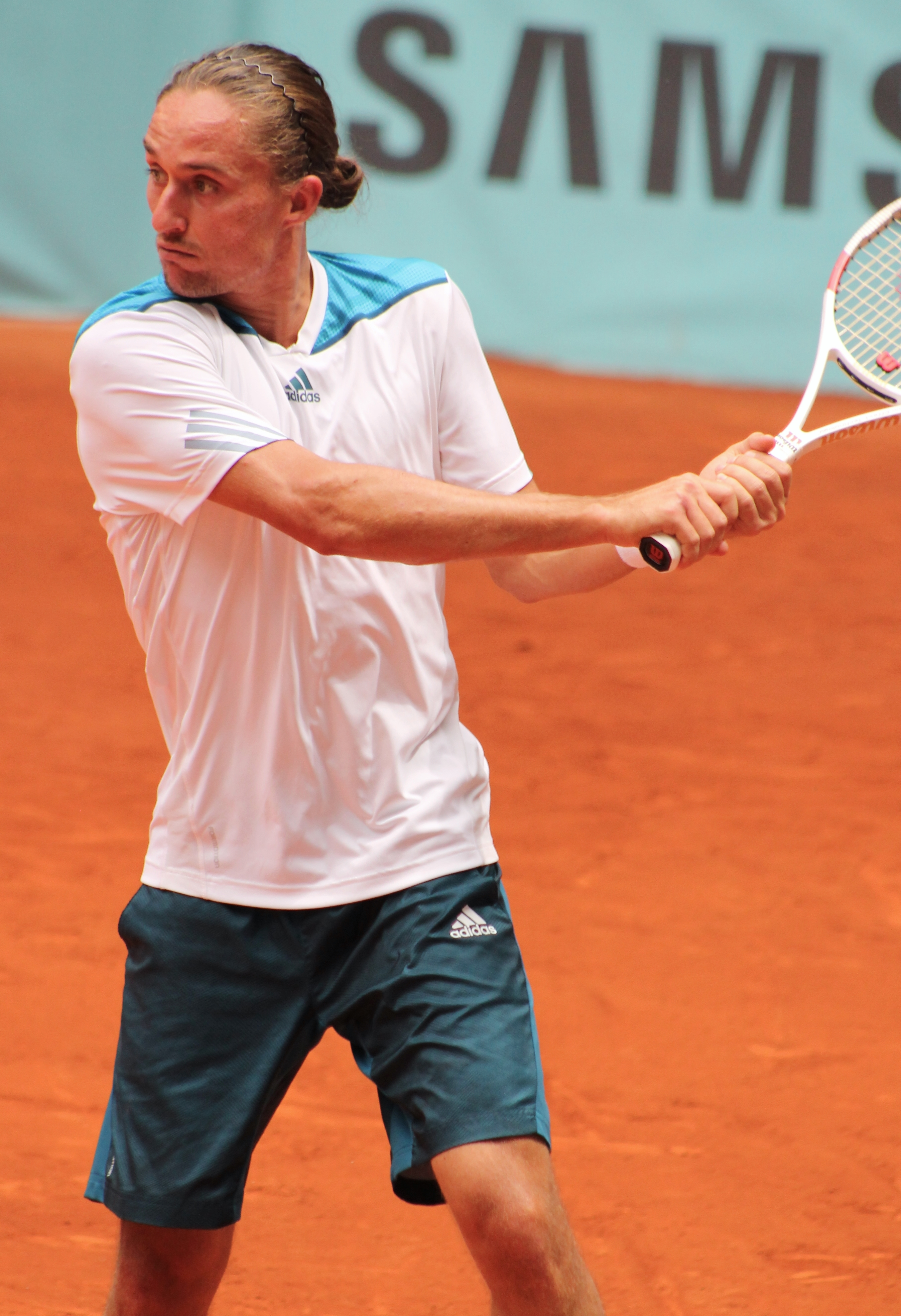
2014年マドリード・オープンでのアレクサンドル・ドルゴポロフ

2月のリオ・オープンでは決勝でラファエル・ナダルに敗れ、準優勝となったが、3月のBNPパリバ・オープンでは3回戦でナダルを6-3, 3-6, 7-6(5)で破り、世界ランキング1位に初めて勝利し、ベスト4に進出。マイアミ・オープンでは世界3位のスタン・ワウリンカを破ってベスト8進出。

### 2015年 マスターズベスト4
2015年1月、ブリスベン国際に錦織圭とダブルスを組んで出場。準優勝を飾る。
2015年8月のシンシナティ・マスターズでは第4シードの錦織圭が大会直前に欠場したため、予選通過者の中から抽選で選ばれたドルゴポロフが錦織の第4シードの枠に入った。そしてバーナード・トミック、イェジ・ヤノヴィッツ、第6シードのトマーシュ・ベルディハに勝利し準決勝進出、準決勝では第1シードのノバク・ジョコビッチに敗れるも第1セットを取る健闘を見せた。

### 2016年 ホップマン杯準優勝

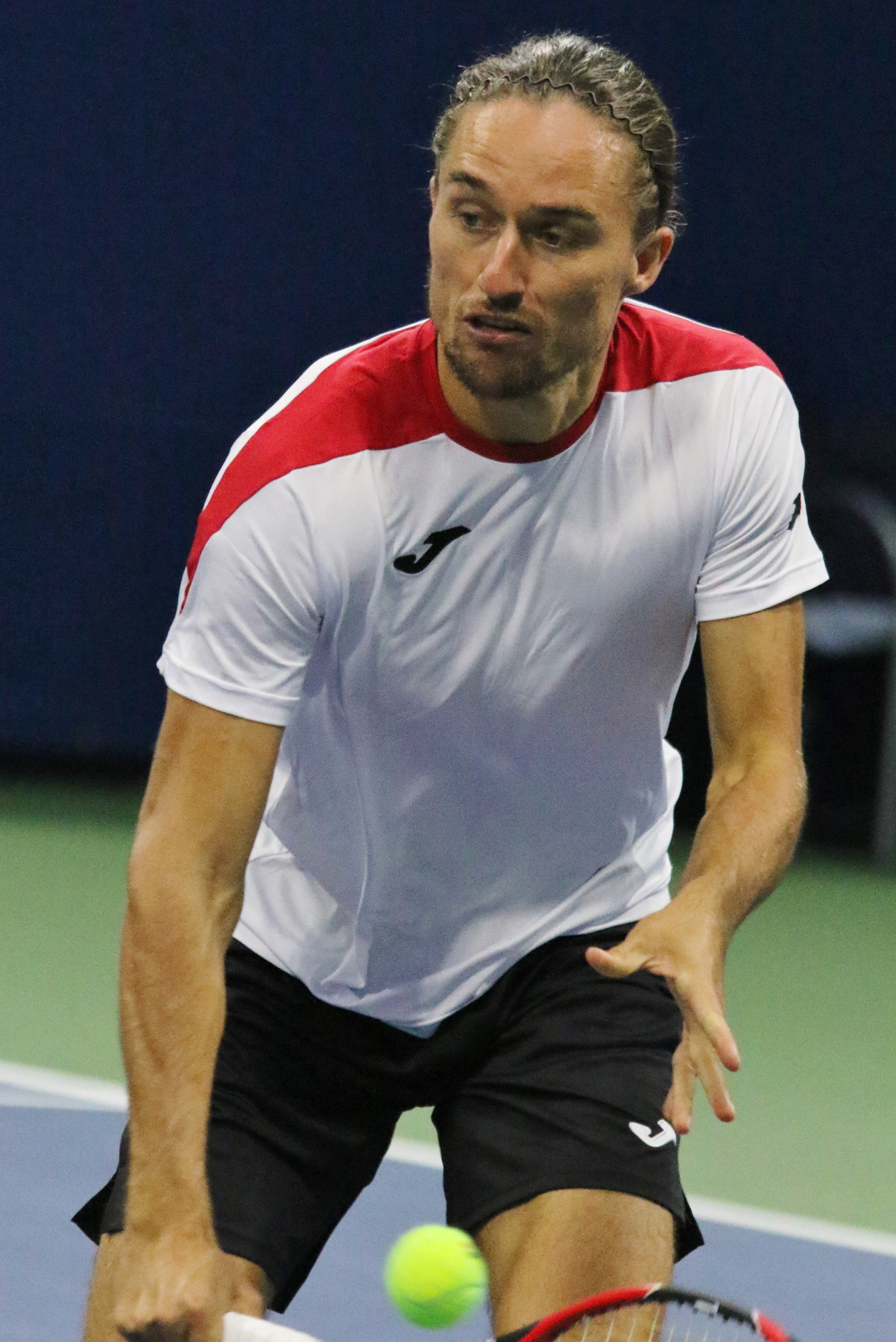
2016年全米オープンでのアレクサンドル・ドルゴポロフ

2016年のホップマンカップでは同国のエリナ・スビトリナと組んでウクライナ代表として出場。オーストラリア代表との決勝戦ではニック・キリオス組みに3–6, 4–6で敗れた。

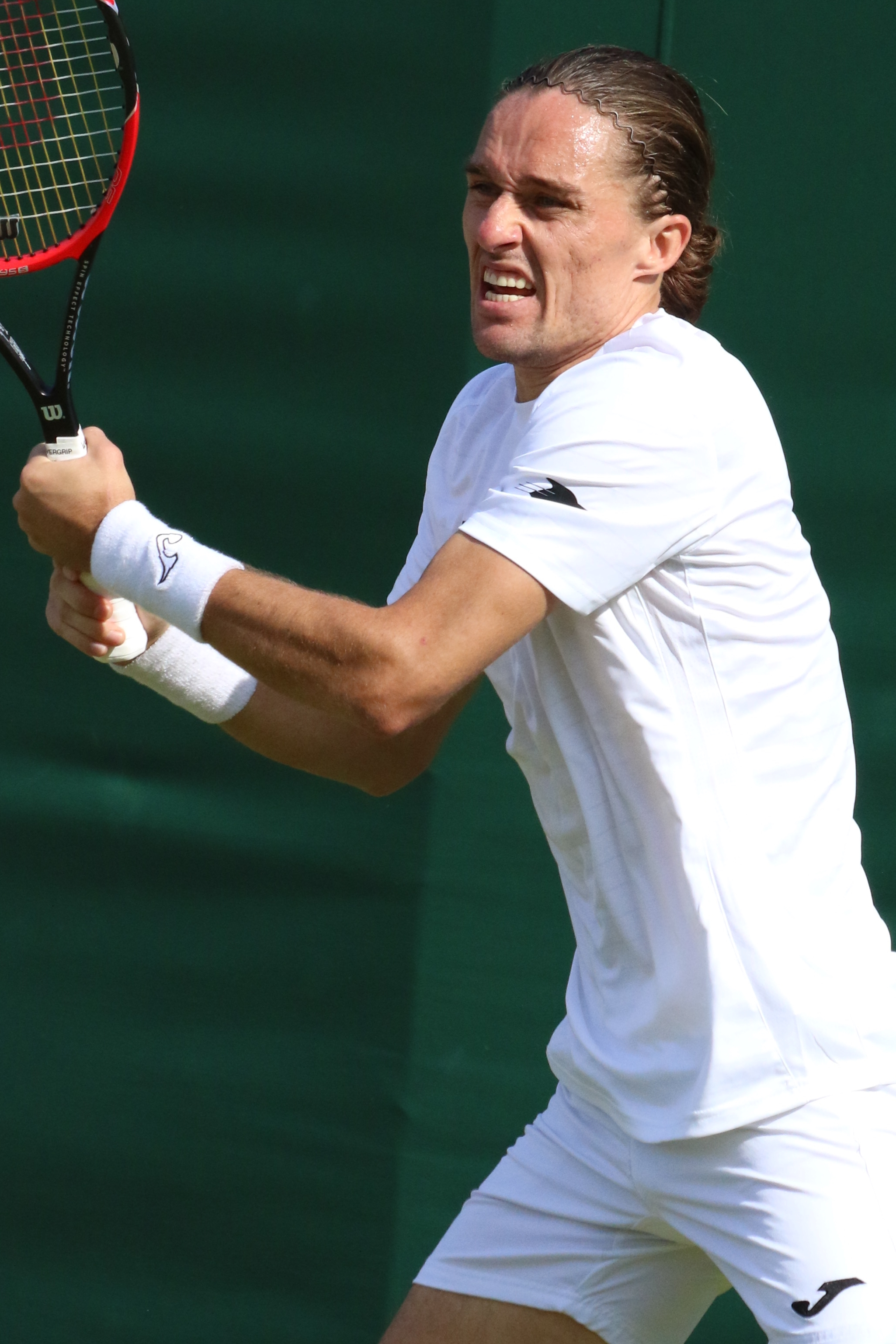
2016年ウィンブルドン選手権でのアレクサンドル・ドルゴポロフ

その後、2016年ウィンブルドン選手権に出場。苦戦の末に1回戦でロシアのエフゲニー・ドンスコイを破り、2回戦でダニエル・エバンスにストレートで敗れた。シティ・オープンに第11シード出場。2回戦でオーストラリアの若手ジョーダン・トンプソンと対戦し、勝利。3回戦でサム・クエリーにストレートで敗れた。ロジャーズ・カップにも出場し、1回戦でドナルド・ヤングに敗れた。不調の1年間となり、年間最終ランキングは62位。

### 2017年 ツアー3勝目
2017年2月のアルゼンチン・オープンでは3年ぶりにツアー決勝進出。決勝では錦織圭に7-6(4), 6-4で勝利し、5年ぶりのツアー優勝を果たした。

### 2018年 手首の手術
2018年はBNLイタリア国際を最後に手首の怪我により欠場した。2019年5月22日に自身のSNSで復帰について言及した。

### 2021年 引退
2021年5月1日に現役引退を発表。「人生全てをかけた素晴らしい道のりだった。みんなが僕のプレーで楽しんでくれたことを祈っている。僕自身、自分のテニスはとても面白かった。記録などは破ることができなかったけど、ファンが楽しめればそれでいい。3年前の全豪オープンの練習中に手首を痛めた。その時は大きなけがにはならないと思っていたけど、まさかそれでキャリアを終えることになるとは考えもしなかった。数年間挑戦して2度の手術を行ったけど、痛みは消えなかった」とこれまでの経緯を明かし、正式に引退した。

### 2022年 防衛参加
引退後はビジネスを営みながら休息をしていたが2022年ロシアのウクライナ侵攻により、母国ウクライナのために防衛参加を決めた。SNSには「かつてはラケットとストリング、今はこれ」と防弾ジャッキや手榴弾の写った写真を投稿して、戦争の現状を述べた。

## ATPツアー決勝進出結果

### シングルス: 9回 (3勝6敗)
| 大会グレード                            |
| グランドスラム (0-0)                    |
| ATPワールドツアー・ファイナル (0-0)     |
| ATPワールドツアー・マスターズ1000 (0-0) |
| ATPワールドツアー・500シリーズ (1–2)    |
| ATPワールドツアー・250シリーズ (2–4)    |

| サーフェス別タイトル |
| ハード (1–3)         |
| クレー (2–3)         |
| 芝 (0-0)             |
| カーペット (0-0)     |

| 結果   | No. | 決勝日         | 大会               | サーフェス    | 対戦相手             | スコア           |
| ------ | --- | -------------- | ------------------ | ------------- | -------------------- | ---------------- |
| 準優勝 | 1.  | 2011年2月12日  | コスタ・ド・サイペ | クレー        | ニコラス・アルマグロ | 3-6, 6-7(3)      |
| 優勝   | 1.  | 2011年7月31日  | ウマグ             | クレー        | マリン・チリッチ     | 6-4, 3-6, 6-3    |
| 準優勝 | 2.  | 2012年1月8日   | ブリスベン         | ハード        | アンディ・マリー     | 1-6, 3-6         |
| 優勝   | 2.  | 2012年8月5日   | ワシントンD.C.     | ハード        | トミー・ハース       | 6–7(7), 6–4, 6–1 |
| 準優勝 | 3.  | 2012年10月28日 | バレンシア         | ハード (室内) | ダビド・フェレール   | 1-6, 6-3, 4-6    |
| 準優勝 | 4.  | 2014年2月23日  | リオデジャネイロ   | クレー        | ラファエル・ナダル   | 3-6, 6-7(3)      |
| 優勝   | 3.  | 2017年2月19日  | ブエノスアイレス   | クレー        | 錦織圭               | 6-4, 7-6(4)      |
| 準優勝 | 5   | 2017年7月23日  | ボースタード       | クレー        | ダビド・フェレール   | 4–6, 4–6         |
| 準優勝 | 6.  | 2017年10月1日  | 深圳               | ハード        | ダビド・ゴフィン     | 4–6, 7–6(5), 3–6 |

### ダブルス: 2回 (1勝1敗)
| 結果   | No. | 決勝日        | 大会                 | サーフェス | パートナー       | 対戦相手                                      | スコア              |
| ------ | --- | ------------- | -------------------- | ---------- | ---------------- | --------------------------------------------- | ------------------- |
| 優勝   | 1.  | 2011年3月18日 | インディアンウェルズ | ハード     | グザビエ・マリス | ロジャー・フェデラー スタニスラス・ワウリンカ | 6–4, 6–7(5), [10–7] |
| 準優勝 | 1.  | 2015年1月10日 | ブリスベン           | ハード     | 錦織圭           | ジェイミー・マリー ジョン・ピアース           | 3-6、6-7(4)         |

### ホップマンカップ: 1回 (1敗)
| 結果   | No. | 決勝日       | 大会                 | サーフェス | パートナー         | 対戦相手                            | スコア |
| ------ | --- | ------------ | -------------------- | ---------- | ------------------ | ----------------------------------- | ------ |
| 準優勝 | 1.  | 2016年1月9日 | ホップマンカップ2016 | ハード     | エリナ・スビトリナ | ダリア・ガブリロワ ニック・キリオス | 0–2    |

## 成績
略語の説明
| W | F | SF | QF | #R | RR | Q# | LQ | A | Z# | PO | G | S | B | NMS | P | NH |

W=優勝, F=準優勝, SF=ベスト4, QF=ベスト8, #R=#回戦敗退, RR=ラウンドロビン敗退, Q#=予選#回戦敗退, LQ=予選敗退, A=大会不参加, Z#=デビスカップ/BJKカップ地域ゾーン, PO=デビスカップ/BJKカッププレーオフ, G=オリンピック金メダル, S=オリンピック銀メダル, B=オリンピック銅メダル, NMS=マスターズシリーズから降格, P=開催延期, NH=開催なし.
| 大会           | 2007 | 2008 | 2009 | 2010 | 2011 | 2012 | 2013 | 2014 | 2015 | 2016 | 2017 | 2018 | 通算成績 |
| -------------- | ---- | ---- | ---- | ---- | ---- | ---- | ---- | ---- | ---- | ---- | ---- | ---- | -------- |
| 全豪オープン   | LQ   | LQ   | LQ   | LQ   | QF   | 3R   | 1R   | 2R   | 1R   | 2R   | 2R   | 3R   | 11–8     |
| 全仏オープン   | LQ   | LQ   | A    | 3R   | 3R   | 1R   | 1R   | 2R   | 1R   | A    | 2R   | A    | 6–7      |
| ウィンブルドン | A    | A    | A    | 2R   | 1R   | 2R   | 3R   | 3R   | 2R   | 2R   | 1R   | A    | 8–8      |
| 全米オープン   | A    | A    | A    | 1R   | 4R   | 3R   | 2R   | A    | 1R   | 1R   | 4R   | A    | 9–7      |

### 大会最高成績
| 大会                 | 成績 | 年       |
| -------------------- | ---- | -------- |
| ATPファイナルズ      | A    | 出場なし |
| インディアンウェルズ | SF   | 2014     |
| マイアミ             | QF   | 2014     |
| モンテカルロ         | 4R   | 2012     |
| マドリード           | QF   | 2012     |
| ローマ               | 3R   | 2013     |
| カナダ               | 3R   | 2010     |
| シンシナティ         | SF   | 2015     |
| 上海                 | QF   | 2011     |
| パリ                 | 3R   | 2011     |
| オリンピック         | A    | 出場なし |
| デビスカップ         | PO   | 2013     |